# Марк Кальпурній Пізон Фругі
Марк Пупій Пізон Фругі Кальпурніан (*Marcus Calpurnius Piso Frugi, прибл. 84 до н. е. —після 44 до н. е.) — політичний та військовий діяч Римської республіки.

## Життєпис
Походив з роду Пупіїв. Син Марка Пупія Пізона Фругі Кальпурніана, консула 61 року до н. е., та Анніі. У 61 році до н. е. обіймав посаду монетарія. Після початку громадянської війни у 49 році до н. е. між гаєм Юлієм Цезарем та Гнеєм Помпеєм Великим, став на бік Помпея. Був спрямований на о. Делос для набору військ. після поразки помпеянців отримав помилування від Цезаря та повернувся до Риму.
У 44 році до н. е. обіймав посаду претора. У 43 році до н. е. мав право вирушити до провінції, але сказав, що вважає недійсним розподіл провінцій, вироблений Марком Антонієм, попри дружні стосунки з останнім. Про подальшу долю немає відомостей.

## Родина
- Марк Ліциній Красс Фругі (консул 14 року до н.е.), консул 14 року до н. е.